# Тёмный американский стриж
Тёмный американский стриж (лат. Cypseloides fumigatus) — вид птиц семейства стрижиных. Стриж средних размеров с коротким квадратным хвостом, длинными крыльями и однородным чёрно-коричневым оперением. Обитает возле водопадов в горных и тропических вечнозелёных лесах, умеренных лесах или вторичных кустарниках на востоке Парагвая, крайнем северо-востоке Аргентины, юге и юго-востоке Бразилии. Питается насекомыми, которых ловит в полёте. На вертикальных скалах строит гнёзда конической формы из мха, веточек, листьев, гальки и грязи, не используя при этом слюну. В кладке обычно одно яйцо. Вылупившиеся птенцы голые и слепые, со временем они принимают защитную позу при попытке их потревожить.
Вид был описан немецким учёным Августом Фолльратом Штройбелем в 1848 году. Международный союз орнитологов относит его к роду американских стрижей.

## Описание
Стриж средних размеров с длиной тела 15 см и массой 44 г, по другим данным, 40—44 г. Обладает коротким квадратным хвостом и длинными крыльями, 49 мм и 153 мм, соответственно. Оперение однородное чёрно-коричневое, на затылке светлее. Голова обычно коричневая с тёмными пятнами вокруг глаз и более светлыми затылком и ушами. Сверху оперение темнее, чем снизу. Маховые перья чёрно-коричневые сверху, более серые снизу. Внешние первостепенные маховые перья и кроющие перья крыла такие же тёмные, как спина, а внутренние первостепенные маховые перья, второстепенные маховые перья и крупные кроющие перья светлее. Половой диморфизм отсутствует. Оперение молодых птиц часто имеет чешуйчатый рисунок. Радужка глаза коричневая, клюв чёрный, ноги чёрные.
Позывки тёмного американского стрижа включают короткие сухие часто повторяющиеся сигналы «chit» или «jit». Иногда, произносимые на большой скорости, они переходят в трещотку, которая заканчивается одиночными сигналами «jit…jit…jit…chi-ji-ji-jjjjjj…jit…jit…jit», или «ti-i-i-i-a-a-a». Кроме того, можно услышать «tiju-tiju» или слабые сигналы «sip», «sip-sip». В некоторых источниках позывки стрижа связывают с металлическими звуками.
В полёте тёмные американские стрижи машут крыльями медленнее иглохвостов (Chaetura). Вид легко можно перепутать с сумеречным американским стрижом (Cypseloides senex). Последний заметно крупнее, с белыми кончиками перьев на затылке, которых не видно в полёте. Во время некоторых манёвров сумеречный американский стриж распускает хвост, который приобретает закруглённую форму, чего не делает тёмный американский стриж. Кроме того, у этих стрижей отличаются позывки. Стрижики Ротшильда (Cypseloides rothschildi), которых невозможно отличить от тёмных американских стрижей в полёте, обитают на северо-западе Аргентины и на юге Боливии. Хотя их ареалы не пересекаются, птиц отмечали на расстоянии всего 620 км друг от друга.

## Распространение
Тёмный американский стриж обитает на востоке Парагвая, на крайнем северо-востоке Аргентины (Мисьонес), на юге или юго-востоке Бразилии (от Токантинс и Баия до Риу-Гранди-ду-Сул). По данным 2008 и 2012 годов, птиц стали отмечать на северо-востоке Бразилии в штате Сеара. Птиц отмечали в департаменте Санта-Крус на востоке Боливии, однако, возможно, эти сообщения относятся к стрижику Ротшильда. В Аргентине первоначально был отмечен стрижик Ротшильда, который в то время считался подвидом тёмного американского стрижа. Первые отметки данного вида в Аргентине датируются 1974 годом и относятся к департаменту Игуасу в провинции Мисьонес. Ареал кусочный, его площадь составляет около 2 930 000 км².
Обитает в горных вечнозелёных лесах, тропических вечнозелёных лесах, умеренных лесах или вторичных зарослях кустарников. Часто селится около водопадов. В Бразилии птицы предпочитают атлантический лес. В Парагвае на ночной стоянке была отмечена группа из 100 птиц, птицы предпочитают отдыхать на скалах за водопадами. Высота над уровнем моря составляет 700—2100 м, по другим данным, 500—2100 м.
Информация о миграции тёмного американского стрижа противоречива. По мнению специалистов Международного союза охраны природы, птицы осуществляют полную миграцию, по другим данным, они ведут оседлый образ жизни. Частичная миграция возможна в Парагвае и в Аргентине, где наблюдается большее количество птиц весной или с марта по август, соответственно. В то же время в штате Риу-Гранди-ду-Сул на юго-востоке Бразилии птиц не отмечают с середины марта по середину августа, что может быть связано с миграций (птицы отсутствуют в зимние месяцы) или с отсутствием скоплений птиц за пределами сезона размножения.
Международный союз охраны природы относит тёмного американского стрижа к видам под наименьшей угрозой. Возможно, численность птицы больше, чем учёные полагали ранее, что связано с затруднениями при идентификации. В Парагвае эти птицы редки, но при этом регулярно отмечаются в Агуара-Нью (Aguará Ñu), Боске-Мбаракаю. Также встречаются в национальных парках Серра-дус-Органс, Итатиая и Апарадус-да-Серра в Бразилии. Популяция тёмного американского стрижа сокращается из-за потери среды обитания.

## Питание
Как и все стрижи, тёмный американский стриж питается насекомыми, которых ловит в воздухе, особенности рациона неизвестны.
Тёмные американские стрижи часто кормятся небольшими группами по 3—6 птиц, иногда вместе с другими стрижами родов иглохвосты (Chaetura) и Streptoprocne. Птиц отмечали в одних стаях с ошейниковым американским стрижом (Streptoprocne zonaris), щитоносным американским стрижом (Streptoprocne biscutata), серогузым иглохвостом (Chaetura cinereiventris). По наблюдениям во время сезона размножения птицы кормятся около 5 часов вечера либо, вне зависимости от времени, перед штормом. Светлыми ночами или во время полной луны взрослые птицы продолжают летать всю ночь, когда отмечается также повышенная активность ночных насекомых.

## Размножение
Сезон размножения в штате Сан-Паулу в Бразилии продолжается с середины октября по конец марта, в Риу-Гранди-ду-Сул в начале октября и начале декабря были отмечены птицы, готовые к сезону размножения. В Токантинсе активные гнёзда были обнаружены в феврале (одно с яйцом и два с птенцами), в Мисьонес на северо-востоке Аргентины — в ноябре — январе. Возможно, позднее начало сезона размножения (через 1—3 месяца после первых дождей) связано с необходимостью прикрепить гнездо к скале с помощью свежего мха. О брачном поведении птицы ничего не известно, птицы предположительно моногамны.
Гнездо конической формы тёмный американский стриж строит из мха, веточек, листьев, гальки и грязи на вертикальных скалах. Мох присутствовал во всех гнёздах, исследованных в Сан-Паулу, слюна при строительстве гнезда не использовалась. Гнёзда прикреплены к скалам и длинным корневищам на них. В колонии в Токантинсе гнёзда располагались на высоте 1,5—5 м над землёй, в Мисьонес — 2,5—40 м. Птицы выстилают гнёзда папоротником или мягкими кореньями. Все гнёзда внутри влажные, чаще всего они попадают под брызги воды от находящихся рядом водопадов (в некоторых исследованиях указано, что птицы могут прятать гнёзда от прямого попадания воды). Гнёзда всегда расположены высоко над окружающей местностью и легко доступны для стрижей, минимальное расстояние между гнёздами составляет 0,5 м. В Сан-Паулу в колонии встречались гнёзда ошейникового американского стрижа (Streptoprocne zonaris), также рядом была обнаружена колония белопоясничной американской ласточки (Tachycineta leucorrhoa), около Сальто-Энкантадо в Аргентине рядом с гнёздами тёмного американского стрижа были замечены гнёзда ошейникового американского стрижа и сумеречного американского стрижа (Cypseloides senex). Гнёзда могут использоваться повторно после обновления с помощью свежего мха и растений.
На юге Бразилии в штате Сан-Паулу птицы откладывают яйца в конце октября — начале декабря. В кладке обычно одно белое яйцо овальной или эллиптической формы. Средние размеры яйца — 28,6 × 18,1 мм, масса — 4,8—5,6 г. Инкубация продолжается 27—29 дней. В течение дня птицы остаются на гнезде и не покидают его даже когда попадают под прямой свет. При приближении к ним они сначала волнуются, поднимают перья на затылке, двигают горлом и поднимают крылья, а потом улетают. Ночью на гнезде или около него находятся оба родителя.
Вылупившиеся птенцы голые и слепые. Ноги и тело покрыты розовой кожей, спина и голова слегка сероваты, яйцевой зуб белый. На 5-й день у птенцов начинает проклёвываться тёмно-серый пух. На 10-12-й день они начинают открывать глаза, которые имеют матовый чёрно-голубой цвет. К этому времени их тело покрыто коротким белым пухом и начинают появляться кончики маховых перьев. Крупными и сильными ногами птенцы держатся за субстрат, из которого построено гнездо. На 16-й день пропадает яйцевый зуб, у птенцов начинает меняться поведение, они становятся более активны и часто поднимают крылья. На 34-й день птенцы почти полностью покрыты контурными перьями, хотя остаётся ещё много пуха, длина первостепенных маховых перьев составляет четверть от их длины у взрослых птиц, достигая двух третей на 47-й день. К этому времени пух остаётся только около клоаки. Птенцы вылетают из гнезда через 56 дней после появления на свет. При наблюдении за птицами в Сан-Паулу не было зафиксировано никаких позывок птенцов или взрослых птиц около гнезда. Единственному в гнезде птенцу не нужно бороться за пищу, молчание позволяет сэкономить энергию и не привлекать к гнезду хищников. Птенцы не впадают в оцепенение, а при попытке потревожить их, они принимают защитную позу. Такое поведение характерно для многих птенцов стрижей, в частности белогорлого американского стрижа (Cypseloides cryptus) и пятнистолобого американского стрижа (Cypseloides cherriei), некоторых представителей родов Streptoprocne и Apus.
Успех кладки тёмных американских стрижей в Сан-Паулу составил 60 %. Среди факторов, приведших к смерти птенцов, были отмечены голод, холод, выпадение из гнезда, потопы, камнепады, нападения хищников, экзопаразиты, человеческая активность и неудачные попытки покинуть гнездо. Зафиксировано несколько случаев, когда тёмные американские стрижи делали вторую кладку в случае потери первого яйца или после того как птенец первой кладки вылетал из гнезда. При этом последние кладки не привели к успеху.
Информация о репродуктивном возрасте и продолжительности жизни тёмного американского стрижа отсутствует.

## Систематика
Вид был описан в 1848 году немецким учёным Августом Фолльратом Штройбелем, который дал ему название Hemiprocne fumigatus. Учёные полагают, что тёмный американский стриж тесно связан с чёрным американским стрижом (Cypseloides niger), белогрудым американским стрижом (Cypseloides lemosi) и стрижиком Ротшильда (Cypseloides rothschildi). Иногда его считают конспецифичным с последним, а, возможно, и с белогорлым американским стрижом (Cypseloides cryptus).
Международный союз орнитологов относит вид к роду американских стрижей (Cypseloides) и не выделяет подвидов.